# 格奥尔格·冯·赫特林
格奥尔格·弗里德里希·格拉夫·冯·赫特林（德語：Georg Friedrich Graf von Hertling，1843年8月31日—1919年1月4日，巴伐利亚政治家，担任过巴伐利亚王国首相、普鲁士首相和德意志帝国首相。

## 生平
赫特林曾在慕尼黑大学任哲学教授，教授他出版关于亚里士多德（1871）和阿尔贝图斯·马格努斯（1880）的书。
从1875年到1890年和1893年到1912年，他担任德国国会议员，1909年到1912年在国会领导天主教政党中央党。1891年被巴伐利亚摄政者任命为巴伐利亚参议院终身议员。
作为巴伐利亚议会最大的政党领袖，赫特林1912年被巴伐利亚摄政卢伊特波尔德任命为巴伐利亚首相兼外交大臣。国王路德维希三世随后进封他为伯爵。第一次世界大战爆发后，赫特林支持特奥巴登·冯·贝特曼·霍尔维格首相的政策，但拒绝在1917年成为他的继任者。1917年11月格奥尔格·米夏埃利斯下台后，他接受了德国首相和普鲁士首相的任命。考虑到他的年龄和保守主义，他不具备影响德国军事最高指挥部保罗·冯·兴登堡和埃里希·鲁登道夫的领导，同米夏埃利斯一样成为政府傀儡。赫特林主持政府的最后阶段，德国崩溃，他无法管理危机，被迫辞职并支持巴登亲王马克西米利安上台。
他建立了重要的德国天主教阿斯卡尼亚-勃艮第（Askania-Burgundia）兄弟会，也是波恩K.St.V. Arminia的成员。他是演员吉拉·冯·韦特绍森（Gila von Weitershausen）的外曾祖父。